# قهرمان ماجراجو و پری دریایی
قهرمان ماجراجو و پری دریایی 
(به تلوگویی: Sahasa Veerudu Sagara Kanya) فیلمی محصول سال ۱۹۹۶ و به کارگردانی کی. راگاوندرا رائو است. در این فیلم بازیگرانی همچون داگوباتی ونکاتش، شیلپا شتی، مالاشاری و کوتا سرینیواسا راو ایفای نقش کرده‌اند.